# Vânzătorii de peruci
Vânzătorii de peruci (titlu original: An Everlasting Piece) este un film american de comedie din 2000 regizat de Barry Levinson. Rolurile principale au fost interpretate de actorii Barry McEvoy și Brían F. O'Byrne.

## Prezentare
Filmul înfățișează doi vânzători de peruci, unul catolic și unul protestant, care locuiesc în Belfast, Irlanda de Nord, devastată de război, la mijlocul anilor 1980.

## Distribuție
- Barry McEvoy - Colm
- Brían F. O'Byrne - George
- Anna Friel - Bronagh
- Pauline McLynn - Gerty
- Laurence Kinlan - Mickey
- Billy Connolly - Scalper
- Enda Oates - Detective